# 島根県道283号宮内掛合線
島根県道283号宮内掛合線（しまねけんどう283ごう みやうちかけやせん）は、島根県出雲市から雲南市に至る一般県道である。

## 概要
出雲市佐田町原田から雲南市掛合町入間に至る。

### 路線データ
- 起点：出雲市佐田町原田（島根県道39号湖陵掛合線交点）
- 終点：雲南市掛合町入間（国道54号交点）
- 通行不能区間：出雲市佐田町原田 - 雲南市掛合町穴見
- 冬期閉鎖区間：雲南市掛合町穴見（1.7 km、12月15日 - 翌年3月15日）

## 歴史
- 1966年（昭和41年）3月29日 - 島根県告示第423号により認定される。
- 1969年（昭和44年）11月3日 - 簸川郡佐田村が町制施行したことにより起点の地名が変更される。
- 1972年（昭和47年）頃 - 現行の県道番号に変更される。
- 2004年（平成16年）11月1日 - 飯石郡掛合町が雲南市の一部になったことにより終点の地名が変更される。
- 2005年（平成17年）3月22日 - 簸川郡佐田町が出雲市の一部になったことにより起点の地名が変更される。

## 地理

### 通過する自治体
- 島根県
  - 出雲市 - 雲南市

### 交差する道路
| 交差する道路           | 市町村名 | 交差する場所 | 交差する場所 |
| ---------------------- | -------- | ------------ | ------------ |
| 島根県道39号湖陵掛合線 | 出雲市   | 佐田町原田   | 起点         |
| 通行不能区間           |          |              |              |
| 飯石ふれあい農道       | 雲南市   | 掛合町穴見   |              |
| 国道54号               | 雲南市   | 掛合町入間   | 終点         |

### 沿線
- 須佐川（起点付近）
- 入間郵便局

### 峠
- 才ノ峠（雲南市掛合町穴見 - 雲南市掛合町入間）